# Ханс Биндер
Ханс Биндер (на немски: Hans Binder) е австрийски пилот от Формула 1, роден е на 12 юни 1948 г. в Цел ам Цилер, Австрия.

## Кариера във Формула 1
Ханс Биндер дебютира във Формула 1 през 1976 г. в Голямата награда на Австрия, в световния шампионат на Формула 1 записва 15 участия като не успява да спечели точки. Състезава се за частен отборите на Инсайн, Волф, Съртис, АТС.